# Theater am Schiffbauerdamm
Das Theater am Schiffbauerdamm ist ein Berliner Theater mit traditionsreicher und wechselhafter Geschichte, das heute Spielstätte des Berliner Ensembles ist. Das Theater befindet sich am Bertolt-Brecht-Platz im Ortsteil Mitte. Der neobarocke Bau des Architekten Heinrich Seeling gilt als eines der prächtigsten Theater Deutschlands und steht heute unter Denkmalschutz.

## Geschichte
Das Theater am Schiffbauerdamm wurde am 19. November 1892 als Neues Theater am Schiffbauerdamm 4a/5 in Berlin mit der Aufführung von Goethes Iphigenie auf Tauris eröffnet, Gründungsdirektor war der Schauspieler Max Löwenfeld (1848–1906).
Auf dem Spielplan des privaten Theaters standen zunächst neben zeittypischen Volksstücken auch Uraufführungen, wie Gerhart Hauptmanns Die Weber 1893 und Stücke der jungen naturalistischen Dramatiker (Arno Holz und Max Halbe). Später waren Uraufführungen und deutsche Erstaufführungen von Maurice Maeterlinck und Frank Wedekind zu sehen.
Von 1898 bis 1902 leitete die Schauspielerin Nuscha Butze das Theater, bis sie ein Engagement an der Kgl. Hofoper (heute Staatsoper Unter den Linden) annahm.
Von 1903 bis 1906 stand das Haus unter der Direktion Max Reinhardts, der hier Shakespeares Ein Sommernachtstraum inszenierte, außerdem Hugo von Hofmannsthals Elektra und Oscar Wildes Salome. Es wurden Stücke von Johann Nestroy, Friedrich Schiller, Ludwig Thoma, Gotthold Ephraim Lessing und Frank Wedekind gespielt. Vorher hatte der Österreicher Hermann Nissen die Theaterleitung übernommen.
Zwischen 1906 und 1925 diente das Gebäude unter wechselnden Direktionen hauptsächlich als Unterhaltungs- und Operettentheater. 1912 wurde es in Montis Operettentheater umbenannt, ab 1916 hieß es Neues Operettenhaus und ab 1921 Neues Operettentheater. Dieser Name kann rückblickend zu Verwechslungen führen, denn nur wenige hundert Meter entfernt, am Schiffbauerdamm 25, gab es mit dem Komödienhaus ein weiteres Theater, das von 1908 bis 1912 den Namen Neues Operettentheater führte.
Im Jahr 1925 war wieder „anspruchsvolles“ Schauspiel zu sehen: Stücke von Georg Kaiser, Carl Zuckmayer (Uraufführung von Der fröhliche Weinberg) und anderen. Von 1926 bis 1928 war das Theater die zweite Spielstätte der Volksbühne Berlin.
Ernst Josef Aufricht gab 1928 mit der Uraufführung der Dreigroschenoper von Bertolt Brecht / Kurt Weill seinen Einstand als Direktor. Weitere Uraufführungen von Elisabeth Hauptmann, Ernst Toller (Feuer aus den Kesseln) und Ödön von Horváth (Italienische Nacht) folgten. Brecht und Erich Engel inszenierten Pioniere in Ingolstadt von Marieluise Fleißer. Aufricht gründete die Versuchsbühne für experimentelle Theaterwerke: Gustaf Gründgens zeigte seine erste Regie: Orpheus von Jean Cocteau. Die Uraufführung Giftgas über Berlin von Peter Martin Lampel wurde zu einem Skandal und nach der Premiere von der Zensur verboten. Zum Ensemble gehörten in dieser Zeit Lotte Lenya, Carola Neher, Hilde Körber, Helene Weigel, Robert Bürkner, Ernst Busch, Ernst Deutsch, Kurt Gerron, Theo Lingen, Peter Lorre, Erich Ponto und Leonhard Steckel.
Ab 1931 hieß das Haus Deutsches Nationaltheater am Schiffbauerdamm. 1932 gastierte hier das proletarisch-revolutionäre Theaterkollektiv Truppe 1931 mit der Darbietung Da liegt der Hund begraben von Gustav von Wangenheim.
Von 1933 bis zur kriegsbedingten Schließung 1944 war das Theater im Wesentlichen populärer Unterhaltung und „Durchhalte-Ideologie“ verpflichtet. Im Adressbuch war es als Schiffbauerdamm-Theater eingetragen. 1935 gab Veit Harlan sein Debüt als Theaterregisseur mit der musikalischen Komödie Hochzeit an der Panke, das von Wolfgang Böttcher stammte. 1936 wurde das Theaterstück Krach im Hinterhaus aufgeführt, das ebenfalls Veit Harlan als Theaterregisseur leitete.
Nach dem Zweiten Weltkrieg übernahm zunächst der Schauspieler Rudolf Platte, 1946 Fritz Wisten die Direktion. Es spielten u. a. Steffie Spira, Marianne Wünscher, Franz Kutschera, Rolf Ludwig und Armin Mueller-Stahl.
Am 9. April 1953 wurde im Zentralkomitee der SED der Beschluss bestätigt, das Theater an das Ensemble der Kasernierten Volkspolizei (das spätere Erich-Weinert-Ensemble) zu übergeben. Als Bertolt Brecht davon erfuhr, legte er bei Otto Grotewohl dagegen erfolgreich Einspruch ein.
Seit 1954 ist das Haus Spielstätte des 1949 von Helene Weigel und Bertolt Brecht gegründeten Berliner Ensembles.
Im Jahr 1993 gründete Rolf Hochhuth die nach seiner Mutter benannte Ilse-Holzapfel-Stiftung. Hochhuths Stiftung erwarb dann das Vorkaufsrecht am Theater und wurde 1996 neue Eigentümerin.

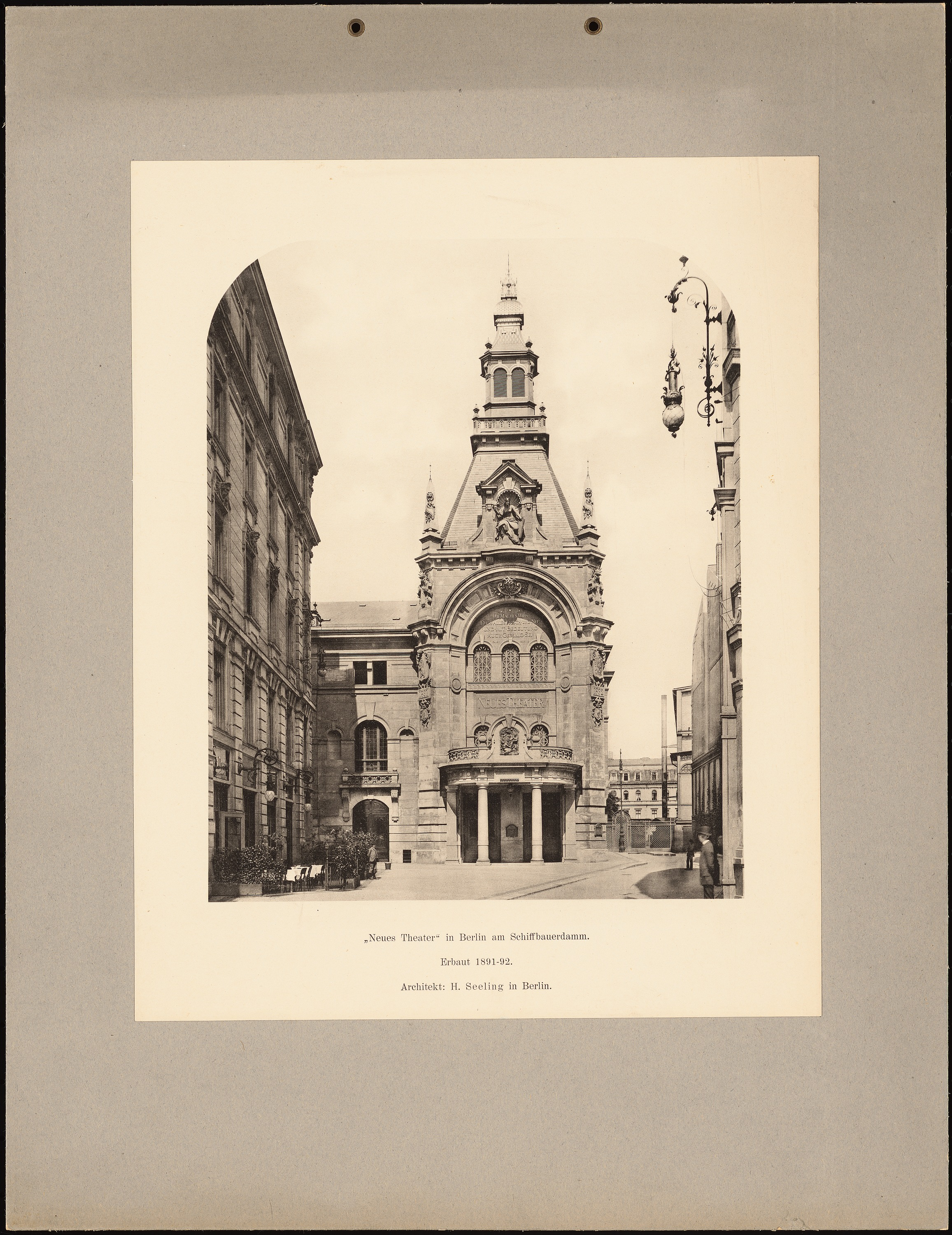
Firmierung als Neues Theater, ca. 1892
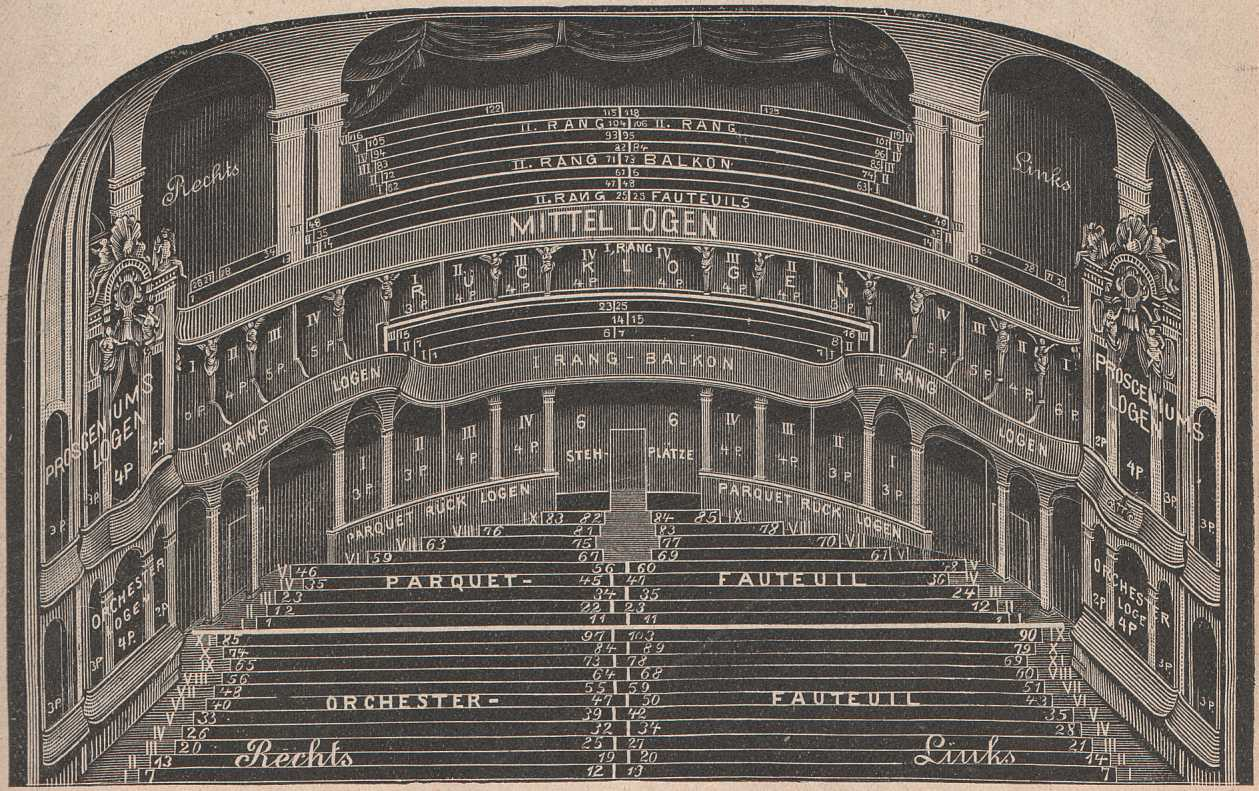
Bestuhlungsplan, 1912
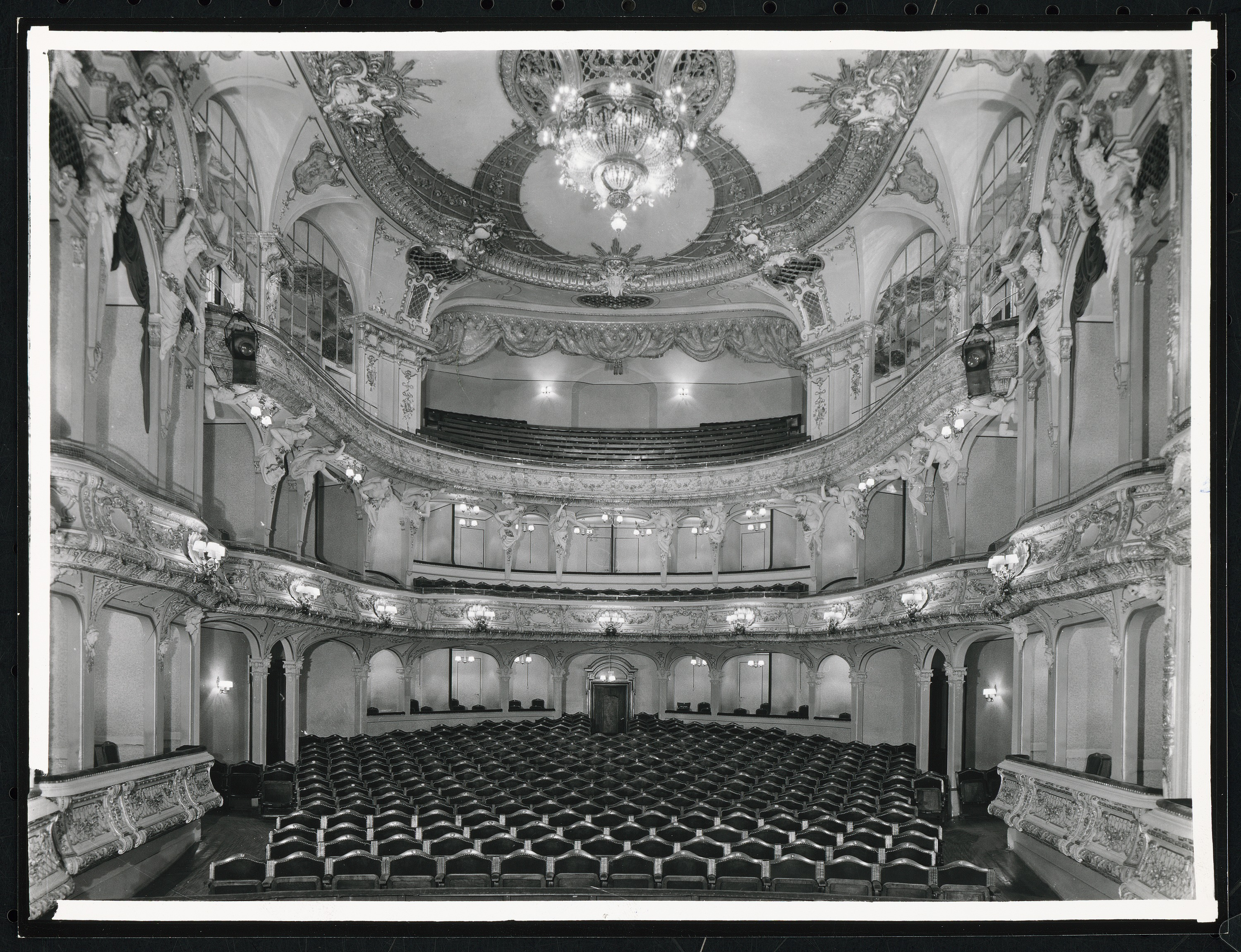
Innenansicht von der Bühne in den Zuschauerraum, 1940
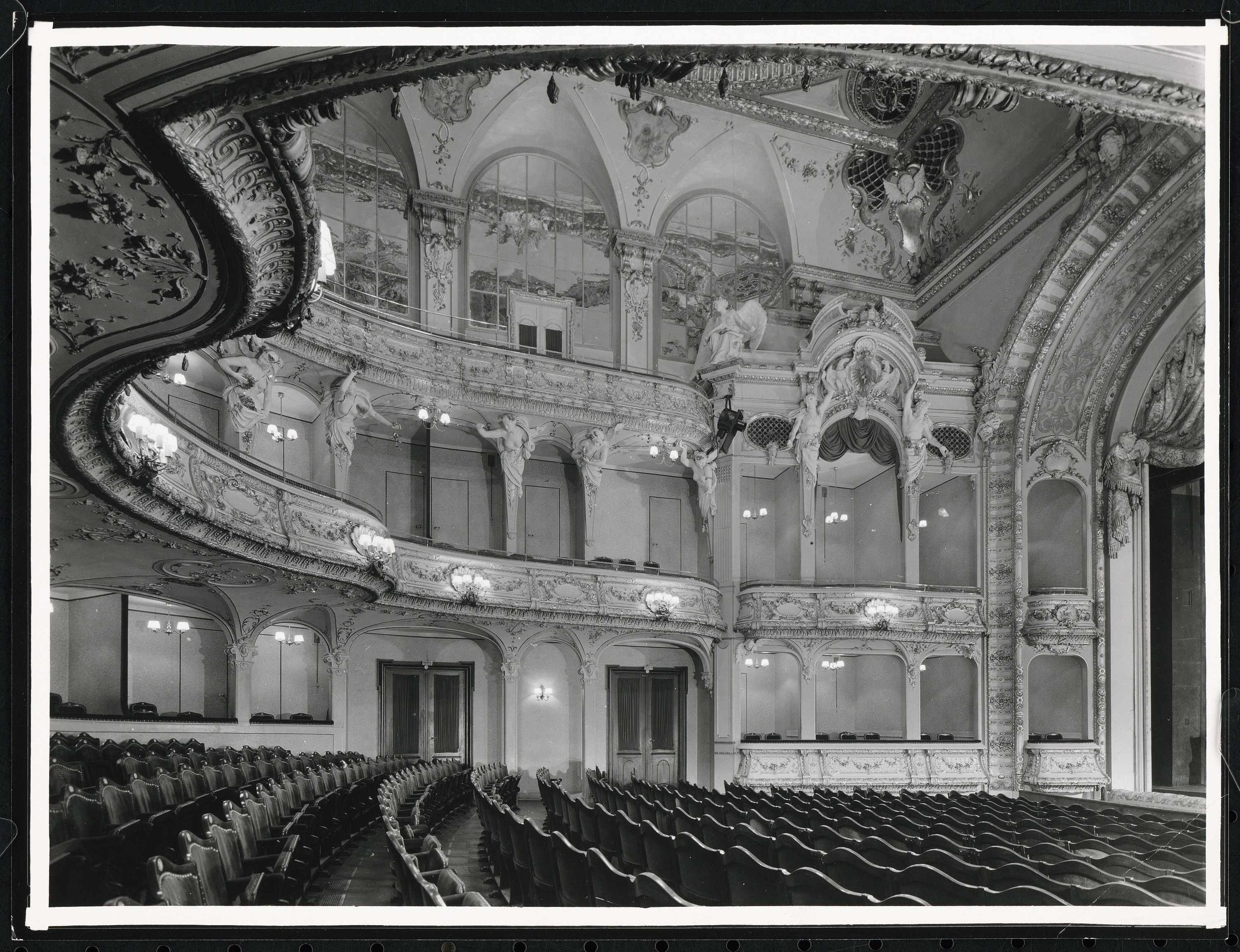
Zuschauerraum, 1940
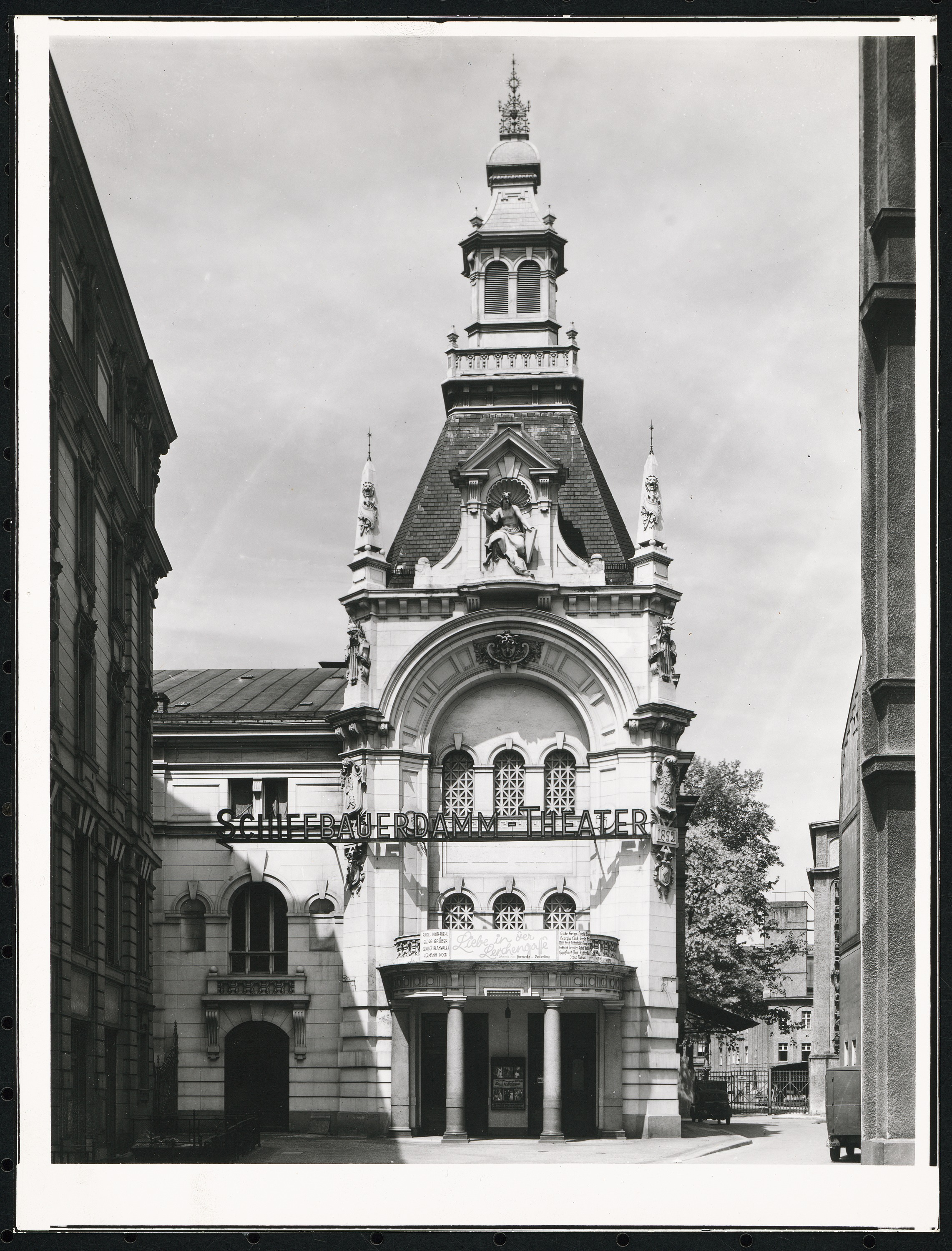
Firmierung als Schiffbauerdamm-Theater, 1940
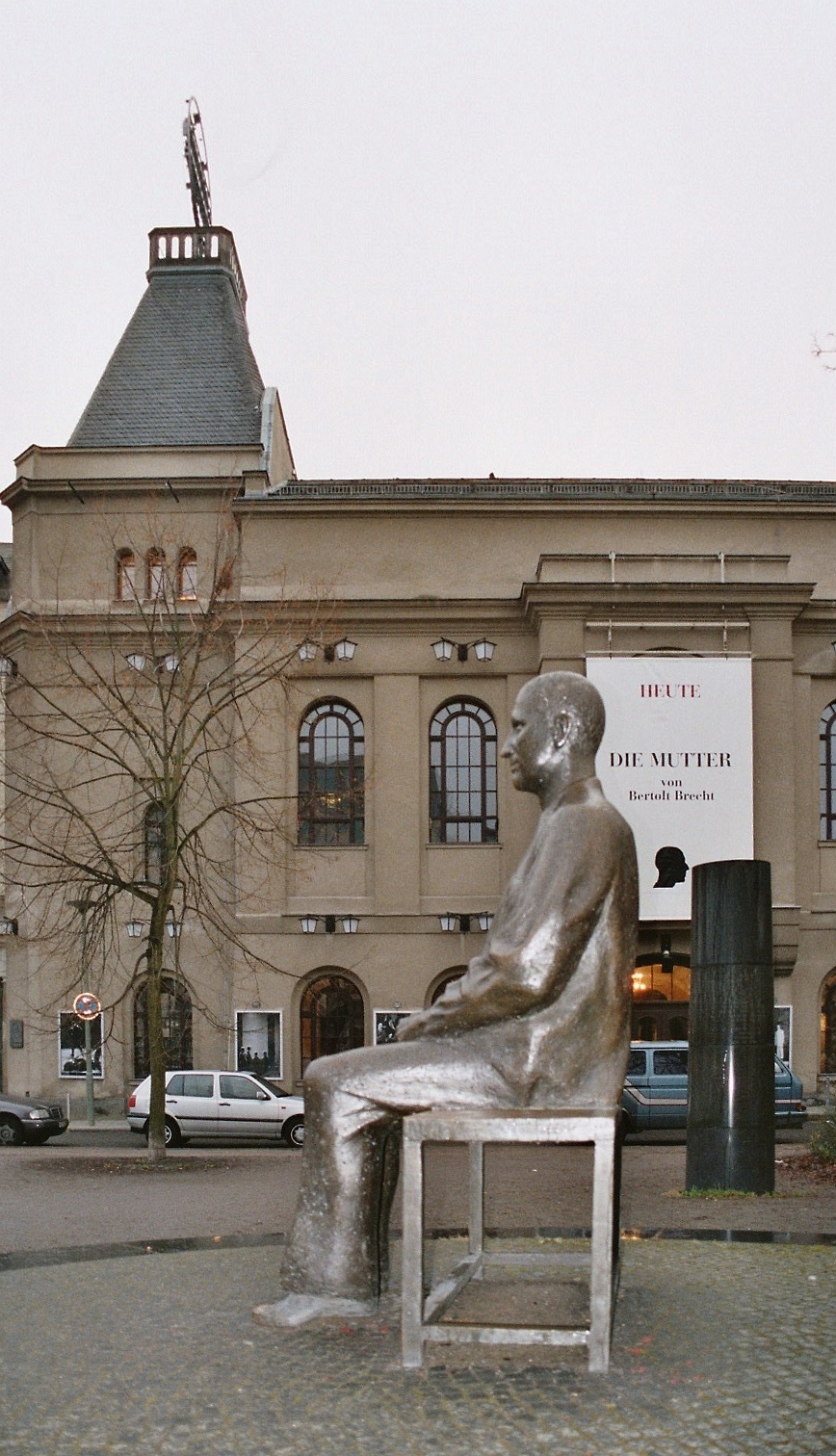
Bertolt-Brecht-Denkmal auf dem Bertolt-Brecht-Platz vor dem Theater am Schiffbauerdamm

## Gebäude
Die eigentliche Spielstätte am Bertolt-Brecht-Platz (in der Bauzeit namenlos) wurde von dem Architekten Heinrich Seeling als einheitliches Bauwerk zusammen mit dem vorgelagerten Wohnhaus geplant. Es entstand hinter der direkt am Schiffbauerdamm bereits vorhandenen Wohnbebauung. Die südöstliche Fassade und der Eckturm bildeten die Ansichtsseite. Darauf führte eine kurze Straße vom Schiffbauerdamm aus zu. Die bis zur Zerstörung im Zweiten Weltkrieg vorhandenen Bauten bis zur Friedrichstraße bildeten den baulichen Anschluss an das Theatergebäude. Auch die Spielstätte erlitt leichte Beschädigungen und wurde in den 1950er Jahren unter Beseitigung der Verzierungen in vereinfachten Formen wieder aufgebaut (Haupteingang, Turm).
Der Zuschauerraum im Inneren gliedert sich in ein Parterre und zwei Ränge. Er wurde im Neobarockstil nach Vorlagen des Bildhauers Ernst Westphal plastisch und dekorativ ausgeschmückt. Das ursprünglich ebenfalls reich ausgestattete Foyer und das Vestibül wurden in schlichteren Formen umgebaut.
In den Jahren 1903/1904 erhielt das Theater eine Orchesterloge und eine Drehbühne. Das Theatergebäude ist denkmalgeschützt.
Am 5. April 2024 löste die Sprinkleranlage im Bühnenraum aufgrund einer Fehlfunktion aus, setzte innerhalb einer Viertelstunde rund 15 m3 Wasser frei und verursachte dadurch einen Millionenschaden.

## Umgebung
Das angrenzende Wohngebäude Schiffbauerdamm 5 steht ebenfalls unter Denkmalschutz.
Seitlich hinter dem Berliner Ensemble stand jahrzehntelang der Alte Friedrichstadtpalast, bis seine baulichen Reste in den 1990er Jahren abgetragen wurden. Im 21. Jahrhundert errichtete das Schweizer Unternehmen Peach Property auf der Fläche Am Zirkus ein zehngeschossiges terrassenförmiges Gebäude nach Entwürfen des Architekten Eike Becker.
Unter dem Bertolt-Brecht-Platz befindet sich der ehemalige – bisher noch verrohrte – Lauf der Panke, die am Schiffbauerdamm 2 in die Spree mündet.